# Osu!
osu! är ett gratis rytmbaserat spel till Microsoft Windows. Spelet är baserat på Osu! Tatakae! Ouendan och Elite Beat Agents med en av de tre speciallägena baserat på Taiko no Tatsujin.

## Historia
I juli 2007 skapade Dean "peppy" Herbert ett konceptbevis för osu! vid namn "ouentest". Initialversionen skapades på ungefär 16 timmar och innehöll en grundläggande version av spelet, tillsammans med en "editor" så man kunde skapa sina egna banor. Efter två månaders utveckling släpptes sedan den första offentliga betaversionen av osu!, den 16 september 2007.
Efter nästan ett år sedan den första versionen av spelet så tillkom i maj 2008 det andra spelläget, osu!taiko. Vidare i november samma år släpptes det tredje spelläget, Catch the Beat, som nu kallas osu!catch.
Det fjärde och hittills sista spelläget, osu!mania, släpptes i oktober 2012.

## Spelupplägg
Spelbanor kallas för beatmaps. I varje beatmap kommer en låt att spelas och olika objekt kommer upp och man ska interagera med deras rytm med sitt pekdon.
Det finns tre olika typer av objekt, "Hit Circles", "Sliders" och "Spinners". Det finns tre olika svårighetsgrader i osu!stream, easy, stream mode och expert mode. I "easy mode" kan man inte förlora och det kommer ganska få takter. I "stream mode" kommer det lite fler takter och man kan gå upp och ner i stream. Man startar på "medium" svårighet och om man träffar bra går man upp till hard, om man missar går man ner till easy och missar man för många där förlorar man. I "expert mode" är allting väldigt svårt, allting går fort och man förlorar väldigt lätt. Man låser upp expert mode om man får betyget A i stream mode. Det finns 6 olika betyg D, C, B, A, S och SS. Det finns även 2 specialbetyg, SH och SSH, som bara går att uppnå med modifikationerna Flashlight och / eller Hidden.  Betyget avgörs nästan bara av ens "accuracy", som i sin tur avgörs av hur många av varje Hit-Score man får. Det finns tre olika sorters Hit-Score: miss, 50, 100 och 300 poäng. Ens Hit-Score avgörs hur bra tajmning man har när man trycker på en Hit-Circle, hur väl man följer en Slider och hur bra man snurrar en Spinner. Hit-Score är procentbaserat, där 100 % är då man har träffat alla objekt för 300, 33 % då man har träffat alla objekt för 100, och 0%, då man har missat alla objekt.  
Oftast brukar man använda en datormus för att styra sitt pekdon men man kan också använda Tablet PC eller digitalt ritbord för att spela, och man kan använda ett tangentbord för att klicka. 

### Modifikationer
Det finns modifikationer att lägga till (kallade mods i spelet), till alla speciallägena som gör spelet antingen svårare eller enklare beroende på vilken svårighetsgrad man vill spela på. Man kan använda en eller flera samtidigt. 
Några av modifikationerna som gör spelet enklare är: Easy (vilket minskar svårighetsgraden, ger större cirklar och mindre krävande precision), No Fail (gör så att man ej kan misslyckas och har möjlighet att höra hela låten), Spun Out (gör att alla Spinners kommer att snurras automatiskt) samt Half Time (gör låten långsammare och gör beatmapen lättare att spela). Half Time gör att låten spelas 75 % så fort som ursprungligen. 
Det finns också modifikationer som gör spelet svårare: 
- Hard Rock, gör allt svårare, det vill säga det blir snabbare, mindre cirklar och snabbare hp-drain.
- Sudden Death, missar man en enda not i detta läge misslyckas man direkt, rekommenderas bara för erfarna spelare.
- Double Time/Nightcore, ökar hastigheten på en låt med 1,5 gånger vilket gör den betydligt svårare. Skillnaden mellan Dubble Time och Nightcore är att Nightcore också ökar ljusheten av låten som spelas.
- Hidden, Approach-cirklarna försvinner och man får bara se noterna en kort stund innan de försvinner, så man måste använda minnet för att klara av låten. Man slutar se Hit-Cirleln efter hälften av tiden mellan att den har blivit synligt och att den ska klickas har gått.
- Flashlight, ens synfält blir kraftigt reducerat och man måste ha bra positionellt minne för att utföra en låt. Synfältet reduceras också när man når combo:n 100 och 200.
- Perfect: en träff som sänker accuracy:n räknas som en miss, och likt Sudden Death kommer man att misslyckas om man missar en not. Detta innebär att spelaren måste få 100 % accuracy för att klara låten.

Det finns även modifikationer som kontrollerar pekaren och tryckandet. Dessa är Autopilot respektive Relax. Med dessa modifikationer kan man inte få ett rankat resultat. Det finns också modifikationer där spelaren inte behöver göra någonting, dessa är Auto och Cinema. Auto är modifikation som tillåter spelaren att se en perfekt spelad låt, och fungerar som en replay. Med Cinema aktiverat visas bara bakgrunden och storyboarden, utan alla spelobjekt.

#### Poängförändring av modifikationer
Alla modifikationer förändrar ens poängtotal när man kör med dem. Förändringen uttrycks i ett sifferformat liknande procent, där 1 är 100 %, och 0,5 är 50 %. Man kan multiplicera alla talen av de "moden" som man använder för att få ut ens poängtotal. osu! avrundar automatiskt talen till en hundradels decimal.
| Easy | No-Fail | Half Time | Hard Rock | Hidden | Sudden Death/Perfect | Double Time/Nightcore | Flashlight | Relax/Autopilot | Spun Out | Auto/Cinema |
| ---- | ------- | --------- | --------- | ------ | -------------------- | --------------------- | ---------- | --------------- | -------- | ----------- |
| 0.5  | 0.5     | 0.3       | 1.06      | 1.06   | 0                    | 1.12                  | 1.12       | 0               | 0.9      | 0           |

### Svårighetsgrad
I osu! finns ett svårighetsgradssystem kallat "Star rating". Denna är kalkylerad genom ett stort antal variabler, man kan enkelt anta att alla banor som baserar sig mycket på sliders kommer vara lägre i svårighetsgrad. Två viktiga saker som går med i kalkyleringarna är: avstånd mellan objekten, och tiden mellan dem.
Det finns fyra andra variabler som förklarar svårighetsgraden av banan. De är: OD; Overall Difficulty (övergripande svårighetsgrad), CS; Circle Size (cirkelstorlek), AR; Approach Rate (hur lång tid det är mellan att man ser cirkeln och att man måste klicka på den), och HP, Hit Points (hur mycket hälsa man har när man kör banan). OD, HP och AR kan båda nå siffran 10, man kan dock få högre AR, då Double Time/Nightcore ökar AR utanför den faktiska siffran. CS kan nå upp till siffran 10. Det är dessa värden som modifikationen Hard Rock ökar, och Easy sänker.

## Beatmaps
Det som står bakom mycket av osu!:s framgång är att man kan göra sina egna beatmaps (banor) och sedan ladda upp till Osu!:s officiella hemsida om man använder sig av spelets så kallade "editor".

## Speciallägen
I osu! finns det tre speciallägen, "Taiko", "Catch the Beat" och "Mania"
De läser av beatmaps och gör så att man kan spela dem på andra sätt.
Det finns dock möjlighet att göra så att beatmapen bara är spelbar i en av de tre spellägena.

### osu!taiko
osu!taiko (som ofta kallas "Taiko") går ut på att man ska trycka på cirklar för att hålla rytmen. Skillnaden mot vanliga osu! är att i Taiko kommer cirklarna från endast ett håll och man använder endast tangentbordet. Cirklarna är också färgkoordinerade med röd och blå, och måste klickas med rätt färg. Man kan dock koppla in Rock Band- trummor att spela med.

### osu!catch
osu!catch (som ofta kallas "Catch the Beat" eller "Catch") går ut på att man ska styra en spelfigur med ett fat på huvudet och fånga frukter som faller ned till rytmen.
Catch the Beat spelas helt och hållet med ett tangentbord eller knappar, som de andra två speciallägena. Dock går det att styra karaktären med en datormus, eller någon annan pekdon-styrande apparat, ifall man använder modifikationen Relax.

### osu!mania
I osu!mania (som är en Beatmania-klon) använder man ett tangentbord eller en specialkontroll för att spela med till rytmen och noterna som rullar nerför skärmen. Det finns möjlighet att använda mellan 1 och 18 knappar, vanligast är 4 och 7 knappar.

## Turneringar
Varje år utspelar sig en officiell mästerskapsturnering (officiellt osu! World Cup) i alla av de fyra spellägena. Alla lag är grupperade som landslag. Turneringen är dubbel eliminering och vid varje ny bana är det tillåtet att byta vem av spelarna som ska spela, ofta görs detta för att matcha spelarnas styrkor med den valda banan för rundan.
Det är fritt fram att skapa sina egna inofficiella turneringar, och uppfyller turneringen särskilda krav finns det även möjlighet för officiellt stöd.

### osu! World Cup
Spelas i fyra mot fyra-format, med sex till åtta spelare i vardera lag.
| År   | Förstaplats | Andraplats     | Tredjeplats    |
| ---- | ----------- | -------------- | -------------- |
| 2011 | Taiwan      | Nederländerna  | Sydkorea       |
| 2011 | Sydkorea    | Japan          | Brasilien      |
| 2012 | Sydkorea    | Japan          | Taiwan         |
| 2013 | Sydkorea    | Taiwan         | Polen          |
| 2014 | Japan       | Polen          | Tyskland       |
| 2015 | USA         | Kina           | Polen          |
| 2016 | USA         | Kina           | Sydkorea       |
| 2017 | Polen       | USA            | Storbritannien |
| 2018 | USA         | Storbritannien | Tyskland       |
| 2019 | USA         | Sydkorea       | Storbritannien |
| 2020 | USA         | Tyskland       | Kanada         |
| 2021 | USA         | Tyskland       | Sydkorea       |
| 2022 | USA         | Sydkorea       | Tyskland       |
| 2023 | USA         | Sydkorea       | Australien     |
| 2024 | Sydkorea    | USA            | Australien     |

### osu!taiko World Cup
Spelas i tre mot tre-format (sedan 2023), med fyra till sex spelare i varje lag.
| År   | Förstaplats | Andraplats | Tredjeplats    |
| ---- | ----------- | ---------- | -------------- |
| 2011 | Taiwan      | Japan      | Kina           |
| 2012 | Japan       | Hongkong   | Japan          |
| 2013 | Taiwan      | Hongkong   | Japan          |
| 2014 | Japan       | Hongkong   | Frankrike      |
| 2015 | Japan       | Taiwan     | Frankrike      |
| 2016 | Japan       | Taiwan     | Kanada         |
| 2017 | Japan       | Taiwan     | Hongkong       |
| 2018 | Japan       | Taiwan     | Kanada         |
| 2019 | Japan       | Taiwan     | Sydkorea       |
| 2020 | Japan       | Sydkorea   | Storbritannien |
| 2021 | Japan       | Sydkorea   | Brasilien      |
| 2022 | Japan       | Sydkorea   | Indonesien     |
| 2023 | Japan       | Taiwan     | Tyskland       |

### osu!catch World Cup
Spelas i tre mot tre-format, med fyra till sex spelare i varje lag.
| År   | Förstaplats | Andraplats | Tredjeplats         |
| ---- | ----------- | ---------- | ------------------- |
| 2012 | Kina        | Taiwan     | Chile               |
| 2013 | Chile       | Taiwan     | Argentina/ Colombia |
| 2014 | Sydkorea    | Tyskland   | Sverige             |
| 2015 | Sydkorea    | Kina       | Tyskland            |
| 2016 | Kina        | Indonesien | Tyskland            |
| 2017 | Sydkorea    | Kina       | Indonesien          |
| 2018 | Kina        | USA        | Chile               |
| 2019 | Sydkorea    | Kina       | Chile               |
| 2020 | Sydkorea    | Kina       | USA                 |
| 2021 | Sydkorea    | Hongkong   | USA                 |
| 2022 | Sydkorea    | USA        | Kina                |
| 2023 | Sydkorea    | USA        | Italien             |

### osu!mania World Cup
Spelas i tre mot tre-format, med fyra till sex spelare i vardera lag i 4K läget, och två mot två-format, med två till fyra spelare i vardera lag i 7K läget.
| År   | Kategori | Förstaplats  | Andraplats   | Tredjeplats    |
| ---- | -------- | ------------ | ------------ | -------------- |
| 2014 | 4K       | Sydkorea     | Filippinerna | Malaysia       |
| 2014 | 7K       | Sydkorea     | Thailand     | Malaysia       |
| 2015 | 4K       | USA          | Japan        | Storbritannien |
| 2016 | 7K       | Kina         | Sydkorea     | Malaysia       |
| 2016 | 4K       | Sydkorea     | Brasilien    | USA            |
| 2017 | 7K       | Sydkorea     | Kina         | Indonesien     |
| 2017 | 4K       | Sydkorea     | USA          | Brasilien      |
| 2018 | 7K       | Sydkorea     | Malaysia     | Kina           |
| 2018 | 4K       | Sydkorea     | USA          | Brasilien      |
| 2019 | 7K       | Sydkorea     | Filippinerna | Kina           |
| 2019 | 4K       | Sydkorea     | Brasilien    | USA            |
| 2020 | 4K       | Brasilien    | Japan        | Sydkorea       |
| 2021 | 4K       | Brasilien    | USA          | Malaysia       |
| 2022 | 4K       | Sydkorea     | Brasilien    | USA            |
| 2022 | 7K       | Sydkorea     | Kina         | Malaysia       |
| 2023 | 4K       | USA          | Sydkorea     | Indonesien     |
| 2023 | 7K       | Filippinerna | Sydkorea     | Malaysia       |
| 2024 | 7K       | Sydkorea     | Malaysia     | Filippinerna   |